# Neustar
Neustar, Inc. (Eigenschreibweise: neustar) ist ein US-amerikanischer Informations- und Kommunikations-Dienstleister. In der breiten Öffentlichkeit ist das Unternehmen als Domain Name Registry bekannt geworden.

## Geschichte
Bei der Gründung 1996 war Neustar – damals noch unter der Bezeichnung Communications Industry Services – eine Geschäftseinheit des Rüstungskonzerns Lockheed Martin, die sich mit neuen Diensten im Bereich der Telekommunikation beschäftigte. Ein Jahr später gewann das Unternehmen die Ausschreibung des North American Numbering Plan und ist damit bis heute zuständig für die administrative Verwaltung von Telefonnummern in den Vereinigten Staaten und Kanada. Im Zuge der Übernahme von COMSAT durch Lockheed Martin wurde Neustar im Jahr 1999 in ein eigenständiges Unternehmen überführt, um die Neutralität des Geschäfts von COMSAT zu gewährleisten.
2000 gewann die Tochter NeuLevel, ein Joint Venture zwischen Neustar und dem Hoster MelbourneIT, den Betrieb der Top-Level-Domain .biz. In der Folgezeit hat das Unternehmen die Verwaltung von .us (2001) sowie .tel (2007) übernommen, außerdem fungiert es seit 2002 als technischer Betreiber von .cn (China) und .tw (Taiwan).
Neustar ging im Jahr 2005 an die Börse und ist seitdem an der New York Stock Exchange unter dem Kürzel NSR gelistet. Es wurden zahlreiche andere Unternehmen übernommen, beispielsweise der DNS-Anbieter UltraDNS oder Webmetrics, ein Spezialist für die Überwachung von Netzwerken. Im Juni 2013 gab die ICANN einen neuen Vertrag mit Neustar bekannt. Dieser gestattete es dem Unternehmen erstmals, .biz-Domains selbst an Endkunden zu vergeben, ohne auf einen akkreditierten Registrar zurückzugreifen.
2017 wurde Neustar von Golden Gate Capital and GIC gekauft und an der Börse ausgelistet.
Im April 2020 gab GoDaddy bekannt, Neustars Registry Geschäft kaufen zu wollen.
Im September 2021 übernahm der amerikanische Finanzdienstleister TransUnion das Unternehmen für 3,1 Milliarden Dollar.

## Produkte
Die Produktpalette von Neustar gliedert sich in die zwei Bereiche Promote und Protect. Ersteres beinhaltet Web Analytics, Inbound Marketing und andere Dienstleistungen, die direkt Absatzförderung dienen sollen. Unter Protect sind Produkte dagegen zusammengefasst, die bestehende Produkte Dienstleistungen vor Problemen schützen sollen – beispielsweise vor einem Distributed Denial of Service oder der Überlastung und Ausfall von Streaming-Angeboten.
Nach eigenen Angaben zählten zu den Kunden von Neustar beispielsweise Ticketmaster, Banco Santander sowie Dollar Financial.